# Teri Moïse
Teri Moïse (Los Ángeles, 25 de marzo de 1970-Madrid, 7 de mayo de 2013) fue una cantante estadounidense en francés de ascendencia haitiana. 
Sus padres emigraron de Haití al barrio de South Central de Los Ángeles. Estudió economía en la Universidad de Berkeley. En 1990 fue a Francia, donde estudió Letras en la Sorbona, trabajó de fille au pair y regresó a California para estudiar en el Los Angeles Musician Institute de San Francisco. Después trabajó como corista en París hasta que consiguió grabar su primer disco a finales de 1995, que salió en 1996.

## Discografía
- Teri Moïse (álbum, 1996) sin título.
- Teri Moïse, Les poèmes de Michelle (álbum, 1999)

- Datos: Q2097963